# アクセル・ムンテ
アクセル・ムンテ (スウェーデン語: Axel Munthe, 1857年10月31日 - 1949年2月11日) は、スウェーデンの医師である。

## 経歴
アクセル・ムンテは1857年にスウェーデンのスモーランド地方にあるカルマル県オスカーシャムで生まれた。スウェーデンの名門校ウプサラ大学に通った。
ムンテはウプサラで医学を学んだあと、フランスのモンペリエ大学やパリ大学に留学して、ジャン＝マルタン・シャルコーに師事した。
学生時代にアクセル・ムンテはイタリアに旅行して大きな印象を受けた。産婦人科学の論文を発表したが、師匠のシャルコーの影響で神経学を志して、サルペトリエール病院で研修を受けた。パリで医事を開業したあと、かねてからお気に入りだったイタリアのカプリ島に移って住まいを構えた。やがて1890年にローマで開医業した。
アクセル・ムンテは1892年にスウェーデン王室に招かれて王室の侍医に任命された。特にスウェーデン王グスタフ5世の王妃ヴィクトリア・フォン・バーデンは病気がちだったことからバーデンが死去するまで担当医であった。スウェーデン王室からは生涯にわたって特別な待遇を与えられた。
現役を退いたアクセル・ムンテは晩年の1929年に自らの生涯を振り返った回顧録『Boken om San Michele』を著した。
ムンテはロイヤル・ヴィクトリア勲章の名誉コマンダーを授与された。ムンテは1949年にスウェーデンのストックホルムで死去した。

## 人物
- ロジェ・グルニエはムンテの人柄に関して以下のように書いた。[2]あるとき、マラパルテがカプリ島の隠れ家に彼を訪ねて、ユダヤ人、労働者、農民を虐殺し、町や村に火を放ったドイツ人のことを話題にしたという。ムンテは不安になって、彼らが鳥を殺したというのは本当かと尋ねた。マラパルテは、いや人類を絶滅するのに忙しくて、鳥を殺している暇はないよと答えた  ――するとムンテは笑いながら、「ドイツ人が鳥を殺してないのは幸いなことだ。わたしもとてもうれしい」といったとか。

## 著作物
- Små Skizzer (1888)
- Bref och Skizzer (1909)
- Röda korset & Järnkorset (1916)
- Boken om San Michele (1929)
- En gammal bok om människor och djur (1931)